# ラクエンロジック
『ラクエンロジック』（Luck & Logic）は、テレビアニメとトレーディングカードゲームを中心とした日本のメディアミックス作品。2016年1月から3月にかけてテレビアニメが放送された。また、同年1月28日にはブシロードからトレーディングカードが発売された（TCG展開としては2018年2月28日に展開終了を発表）。

## ストーリー

### テレビアニメ『ラクエンロジック』
L.C.922年、神話の世界テトラヘヴンの魔神達が人間界セプトピアへと襲来。警察特殊機関ALCA所属の若き定理者達は街と人々を守る為にテトラヘヴンの女神達と合体し、戦場に身を投じていた。ある『ロジック』が欠落しながらも家族と幸せな生活を送っていた民間人、剣美親はある日、美しき女神アテナと出会い、思いがけない運命へと導かれる。若き定理者達の『運（ラック）』と『論理（ロジック）』に、世界の未来が託された。

### 漫画『ラクエンロジック パラドクスツイン』
キョウト支局に所属する定理者、揺音聖那は姉の揺音玉姫を目標に日々特訓を重ねていた。そんな彼女に教官の平朔太郎は息抜きにと人気アイドルジゼル・サンダースのライブチケットを渡す。彼女はまだ盟約者がいない使者、八雷神を連れそのライブに行ったが、ライブの途中に突然使者が襲来し、八雷神はジゼルが定理者の素質に目覚めた事を確認しジゼルと盟約、使者を撃破しライブは終わったが、定理者になった為ジゼルはスーパーアイドルになる夢を絶たれてしまう。これはそんな聖那とジゼルの成長の物語。

### テレビアニメ『ひなろじ〜from Luck & Logic〜』
セプトピアは2年前に魔神の襲来が片付き、更に門の技術が発達した事で使者の襲来そのものも激減し、平和が続いていた。桜が散り始めた春の日、天真爛漫な小国の姫リオネス・エリストラトーヴァ（リオン）はホッカイドウのALCAが運営する定理者養成学校「ピラリ学園」に入学する。彼女はそこで定理者のニーナ・アレクサンドロヴナをはじめとする個性的なクラスメイト達と出会い、にぎやかで楽しい日々を送る。

## 登場人物

### 定理者
プロフィールは公式サイトに基づく。主要の定理者と盟約者はトレーディングカードゲームに登場している。

#### ナイエン支局の定理者
剣 美親（つるぎ よしちか）
声 - 小野賢章
性別 - 男性 / 年齢 - 17歳 / 身長 - 175cm / 体重 - 62kg / 血液型 - O型 / 生年月日 - 4月29日 / 好きなもの - トレーニング / 嫌いなもの - 命を粗末にすること
『ラクエンロジック』の主人公で、天才的な戦闘センスを持つ少年。嘗て強力な使者の羅刹を盟約者に持つ定理者としてホンコン支局で使者と戦っていたエースだったが、とある戦いでオーバートランスを発動した代償として、定理者の資質を司るロジックカードを失い、ALCAを引退した。その後は戦線を退き、父と妹の3人暮らしで平穏な生活を送っていたが、アテナによって自身のロジックカードを回収されたのを機に定理者として復活し、家族や人々の平和を守る決意の上でナイエン支局に配属され再び戦いに身を投じていく。所属と同時にALCA長官のヤルノによって一方的にチームのリーダーに任命された。
長い間戦線を離脱していたブランクがあるものの定理者としての戦闘能力は高く、リーダーとして使者の習性を見抜いて仲間に的確な指示を出したり、単独の出動でも単に使者を討伐するのでは無く、非力な使者には降伏するよう交渉（無理に抵抗させるとトランスジャックされた人間に負担がかかる為）したりと、被害を最小限に留める選択を取るセンスを持つ。その一方、絆を重んじて仲間を大切にしようと思っているものの、いわゆるラッキースケベが働いたり、父の助言で誤解されて空回りすることもしばしば。
オルガとの戦いでは暴走する彼の心情を知り、彼を止めるべくアテナとのオーバートランスを発動して激しい戦いの末に辛くも勝利するが、その反動で身体から多くのロジックカードが流出してしまう。その後、ロジックカードは仲間達の尽力で回収され復元されたが、唯一「記憶」を司るロジックカードのみが紛失して記憶喪失に陥り、オルガ達の監視下でALCAに軟禁状態で保護されていた。時折脱走する放浪癖があったが、それは無意識の内にアテナの失われたロジックカードを求めていたのだと後に判明。見付けたアテナのロジックカードを彼女に返した事で物語は終了した。
アテナとの合理体は、白を基調としたダボダボのズボン。上半身に巻きつくマントは「アイギス」と呼ばれる巨大な円盾に変形し、自身や仲間を敵の攻撃から防御する。オーバートランスでは長髪で神々しい姿に変わり、1箇所しか防壁を作れなかったアイギスと違い、任意の場所に自在に盾を発生させることができる。

揺音 玉姫（ゆりね たまき）
声 - 種田梨沙
性別 - 女性 / 年齢 - 17歳 / 身長 - 159cm / 体重 - 47kg / 血液型 - A型 / 生年月日 - 1月3日 / 好きなもの - 甘い物全般（特に大福など和菓子） / 嫌いなもの - 食品添加物
美親がナイエン支局に来る前にチームリーダーの立ち位置にいた少女。眼鏡の見た目に違わぬ「学級委員長タイプ」で、文武両道で厳格。中学生の時に定理者として抜擢される前は両世界の平和を守れる医者を目指していた過去があり、美親同様敵相手でも「命を奪う」事に対して抵抗があった。
突如自分達のチームに加わってリーダーの座を奪った美親に些か不服に感じ、更に彼との交流で羞恥を感じる事があったが、共闘を通じて彼を信頼するようになったようで、アテナとの関係に悩む彼に助言を与えたりしている。
ヴィーナスとの合理体は、全身で「花束」を表現したような「魔法少女」を思わせる可愛らしい外見。ステッキの力で人や仲間の定理者の傷を治癒するヒーリング能力を持ち、チームでは回復役を担当。更にステッキや身体から伸びるリボンで相手を拘束するが、変身バンクから分かるように実はこのコスチュームはビキニ程度のアンダーウェアに少量のスカートやリボンで露出を隠しただけのデザインであり、身体のリボンを展開すると露出部位が増える（本人も半裸にリボンを巻いたようなその姿を美親に至近距離で見られて初めて恥じらいを覚えていた）。
クロエと出会った頃の盟約者は麒麟という神で、その合理体は孫悟空を思わせる姿になっていた。なお、新旧どちらの合理体も眼鏡が消えて裸眼になるのが特徴。

クロエ・マクスウェル（Chloe Maxwell）
声 - 徳井青空
性別 - 女性 / 年齢 - 17歳 / 身長 - 162cm / 体重 - 45kg / 血液型 - A型 / 生年月日 - 4月7日 / 好きなもの - おしゃべり、買い物 / 嫌いなもの - 嘘、お世辞、建前
金髪をリボンでポニーテールに束ねた活発的な少女。身体を動かすのが大好きで、へそ出しやタンクトップ等、動きやすい軽装を好み、日課としてジョギングしている。誰に対してもフレンドリーで、親しみを込めた相手を変なあだ名で呼ぶ（学→「まなまな」、オルガ→「ガンガン」）。
人々を使者から守りたい意志は他の定理者達と同じだが、考えるよりもすぐに行動に移る猪突猛進なタイプで、命令を無視して独断で出撃する事もあり、冷静さを説く玉姫に反発する事もしばしば。
ヴァルキリーとの合理体は、ビキニアーマーに赤いオオカミをイメージした兜、籠手やブーツを纏った剣闘士。二振りの大剣を持ち、切り込み隊長として勇猛果敢に敵に挑む。但し、自身のロジックドライブにその場のノリで変な命名をする傾向があり、そのネーミングセンスは独特。

明日葉 学（あすは まな）
声 - 水瀬いのり
性別 - 女性 / 年齢 - 15歳 / 身長 - 145cm / 体重 - 40kg / 血液型 - B型 / 生年月日 - 2月15日 / 好きなもの - ヘッドフォンで音楽を聴くこと / 嫌いなもの - おしゃべり、人といること
寡黙な少女。他人との交流を好まず、独りでヘッドフォンで音楽を聴いている事が多い。実は親に捨てられたコインロッカーベイビーで、ALCAに所属する前から家族がいない。自身の生みの親に逢える事を願い、ヴェロニカに黙認された特例で自由外出禁止区域「ガイエン区」にある自身が発見されたコインロッカーに手紙を投函しに定期的に夜間外出している。
その一方、自身の過去に対しての蟠りが強く、「過去の自分」を捨てられるとして美親の経験したオーバートランスに興味を持つ素振りを見せていたが、自身のその心境を美親に見抜かれた事、そして今のALCAの仲間達も「過去」として失う事を訴えられた事で考えを改め、過去からの自立として上記の習慣も中断した。
アルテミスとの合理体は、2本の角が生えたノースリーブパーカーで、首に光のマフラーを靡かせている。装備したライフルで後方支援として狙撃する他、身体を透明化する「スニークウォーク」、空中を歩行する「ムーンウォーク」という特殊な移動術を持ち、相手に奇襲をかけたり、零距離でロジックドライブを発動する。

ヴェロニカ・アナンコ（Veronica Ananko）
声 - 水野理紗
性別 - 女性 / 年齢 - 21歳 / 身長 - 174cm / 体重 - 58kg / 血液型 - AB型 / 生年月日 - 10月25日 / 好きなもの - 酒、カラオケ / 嫌いなもの - 甘い物
ナイエン支局長兼定理者指導役。自ら戦場に出る事もある。嘗て自身が所属していたサッポロ支局の上司にして教官のアッシュが使者ベルヴァによってトランスジャックされて人格を破壊された事件から使者に対して復讐心を抱く。後にこの事件の真相を知るも、それを受け入れられず自爆を試みるが、美親によって止められる。その後、「罪の無い使者を殺そうとした」ことはALCAの規約違反にあたるとしてALCAを辞めようとするが、ナイエン支局の定理者達に暖かく迎えられたことで思いとどまった。
ネメシスとの合理体は、シルクハットにマスクと、手品師や怪盗を思わせる風貌。投げたシルクハットからネメシスの気合いに合わせて大量の爆弾を生成して相手を爆砕する。爆弾は単純に相手に当てて爆発させるもの、接近した相手に反応して爆破する地雷式のもの、その他特定の条件を認識すると爆発するもの等多種多様で、威力も通常攻撃で相手を追い詰める程強烈。

七星 縁（ななほし ゆかり）
声 - 愛美
性別 - 女性 / 年齢 - 16歳 / 身長 - 155cm / 体重 - 48kg / 血液型 - O型 / 生年月日 - 3月3日 / 好きなもの - スタミナ料理（ハイカロリーなもの） - / 嫌いなもの - こんにゃく、ところてん、しらたき
定理者としてナイエン支局にスカウトされた少女。とある高校の女子サッカー部のマネージャーだったが、政府の強制召集で退学させられてしまった。部活の知識から戦況をサッカーのポジションに喩える癖がある。また、マネージャー気質故に気配りが上手だが、自分でも意識してない程仲間のサポートを第一に考える傾向がある。
当初は盟約者が居ない事から非戦闘員として司令塔から戦いを見守っていたが、監獄から脱走した使者ケツァルコアトルと遭遇。事態を収拾するよう時間稼ぎと交渉を行った過程で自身の「誰かを支える縁の下の力持ち」というマネージャーの本質を彼から「神を祀る巫女」と喩えて認められた事で、美親とヴェロニカに止めを刺されそうになっていた彼を本能的に助けてしまう。その後、紆余曲折もあり彼の提案で彼との合体に成功し、盟約者として定まった。
ケツァルコアトルとの合理体は、彼自身を巨大化させたブカブカの着ぐるみ。飛翔能力を持ち、戦闘よりも仲間の運搬として活躍する。一方、戦闘ではヒップアタックを繰り出したりと鈍重だが、必殺のロジックドライブは愛くるしい外見とは裏腹に全身から禍々しい無数のヘビのオーラを出して攻撃するもので、相手をダメージと同時に恐怖で失神させる。

オルガ・ブレイクチャイルド（Olga Breakchild）
声 - 松岡禎丞
性別 - 男性 / 年齢 - 17歳 / 身長 - 178cm / 体重 - 66kg / 血液型 - A型 / 生年月日 - 11月11日 / 好きなもの - 盟約者探し、異世界雑学 / 嫌いなもの - トレーニング
定理者であるものの、学以上に仲間の輪に入ろうとしない青年。謎めいた言動が多く、アテナやネメシスからは「定理者であって定理者では無い」と意味深に言われていた。物事の未来を不吉なパーセンテージで示して相手を翻弄する台詞が目立ち、戦いに参加せず優遇されている様な態度や、監獄に幽閉されている使者達と単独で接触する不審な行動から、当初は美親に怪しまれていた。
しかし即座に、実は定理者としてALCAに在籍しているものの、それまで1度も盟約者と出会った経験が無いことが判明。ヴェロニカの特例で何時でも監獄に出入りでき、そこの使者と交渉し盟約者を探しており、仲間たちも気まずく声をかけづらかったことが明らかになった。その後は美親の計らいで食事等の共同習慣を仲間と共にしたりと徐々に打ち解けている。
「俺のロジックから聞こえる」が口癖で、そのあとは自身の個人的な感情や、その場の状況で全員が既に理解している情報が続く事が多い。
自身の発する嫌味な警告を「油断大敵」と真摯に受け止められる等、美親から信頼されているが、その一方で何時までも自身に盟約者が現れない劣等感と、自身に反比例して活躍を増やす美親への嫉妬心が次第に増幅。そんな中で、ルシフェルとシノブの手引きで収容所を脱獄した使者エンリルにトランスジャックされた上に彼の脱走幇助の濡れ衣を着せられてしまい、ALCAを離反。ルシフェルと結託して彼を盟約者にし、クーデターを起こす。
その後、自身の下に辿り着いた美親に自分が抱いていた嫉妬を独白して相対するが、ルシフェルに肉体の主導権を刹那的に奪われて玉姫達を意識外で攻撃し、自分もまたルシフェルに利用されていた事実を知らされる。しかし、激しい執念で逆にルシフェルの支配を上書きし、互いにオーバートランス状態になった美親と衝突、全力でぶつかり合った事に満足し完敗した。
事件解決後は自身を罰する為にヴェロニカに再度離反を思わせる台詞を呟くと爆破する特殊な爆弾を付けて貰い、保護観察状態ながらもALCAに復帰。元から美親達にも信頼されていた人格者だった事から、後に美親にかわってチームリーダーとなる。
ルシフェルとの合理体は、半裸のレザーファッション。引力を操る黒い杖を武器にし、相手の攻撃を吸収して無効化したり、追尾する必中の光弾を連射する。攻撃と防御が同時に出来ないと思われたが、その気になれば杖を2本装備し、攻防一体も可能。

#### キョウト支局の定理者
くらら以外は漫画版に登場
揺音 聖那（ゆりね せな）
性別 - 女性 / 年齢 - 16歳 / 身長 - 162cm / 体重 - 48kg / 血液型 - A型 / 生年月日 - 3月31日 / 好きなもの / 姉・玉姫、手書きの文通、トレーニングやスポーツなどの運動 / 嫌いなもの - 野菜、薄味のもの
漫画『ラクエンロジック パラドクスツイン』の主人公。玉姫の妹。彼女に尊敬していて彼女を目指して日々頑張っており、キョウト支局のリーダーとして皆のまとめ役になる事が目標。定理者として街の治安を守る事に誇りを持っており、玉姫が定理者になった2年後に自身も定理者になった時も前向きにその宿命を受け入れた。思いやりが強い性格で仲間への面倒見も良く、周りからの信頼は篤い。
ジゼル・サンダース（Giselle Thunders）
性別 - 女性 / 年齢- 16歳 / 身長 - 152cm / 体重 - 39kg / 血液型 - AB型 / 生年月日 - 6月6日 / 好きなもの - パン、ココア、チョコやケーキなど洋菓子 / 嫌いなもの - 地味なこと
アイドル活動をしていた少女。トップアイドルになる寸前に定理者の力に目覚め強制招集された。我儘で見栄っ張りな性格で、当初は定理者には不満を感じていたが、自分のファンを守る為に戦うと決めた。聖那とは反発し合いながらも、共闘していく内に確かな絆を築いていく。
ノエル・スワン
22歳。ゴスロリ好きで自由人。
TCGには未登場
五条 奏（ごじょう かなで）
12歳。真面目で生意気な性格。
TCGには未登場
高千穂 律（たかちほ りつ）
優しく泣き虫な乙女系男子。
TCGには未登場
平 朔太郎（たいら さくたろう）
聖那達の教官。いい加減な性格だが、キレ者の一面もある。
TCGには未登場
小湊 くらら（こみなと -）
性別 - 女性 / 年齢 - 身長 - 160cm / 体重 - 45kg / 血液型 - AB型 / 生年月日 - 6月30日 / 好きなもの - イチゴ / 嫌いなもの - めんどくさいこと
TCGにのみ登場

#### ピラリ学園生徒

##### 1年Sクラス
リオネス・エリストラートヴァ（Liones Yelistratova）
声 - 朝日奈丸佳
性別 - 女性 / 年齢 - 12歳 / 身長 - 150cm / 体重 - 43kg / 血液型 - O型 / 生年月日 - 8月11日 / 好きなもの - ヨージキ / 嫌いなもの - 酸っぱいもの
『ひなろじ』の主人公。愛称は「リオン」。リオネス国のお姫様。定理者の素質をもっていたが、親馬鹿な父の反対に阻まれた事もあり、1か月遅れでピラリ学園に入学した。好奇心旺盛、天真爛漫で父の影響からキャンプや魚取りなどアウトドアスキルに長ける。マグロが大好き。ニーナの事はテレビで知って憧れていた。
定理者として、強い共感能力に起因する合体状態の不安定化（合体すると自身のロジックを盟約者に渡し過ぎて、性格が盟約者に寄ったものになってしまう）を教職員から問題視されていたが、最終的に解決している。
ローザとの合理体はバラの飾りをあしらったピンク調のドレスで、バラの鞭や蔓を操る他、力を与えた植物を急成長させる力を持つ。ワッフルとの合理体は毛皮を羽織った姿で、二振りの大剣で接近戦を得意とする。ベルとの合理体は自分の過失で怪我を負ったニーナを治癒する能力を見せた。
学園周辺の湖に転落した際にはその度に生息しているアメマスを捕獲するのがお約束になっている。
ニーナ・アレクサンドロヴナ（Nina Alexandrovna）
声 - 山村響
性別 - 女性 / 年齢 - 10歳（TCG）→12歳（ひなろじ） / 身長 - 145cm / 体重 - 32kg / 血液型 - AB型 / 生年月日 - 10月11日 / 好きなもの - ボルシチ、プリャーニキ / 嫌いなもの - 理路整然としていないこと
大学卒業以上の学力を持つ天才少女。元はALCAに所属しており実戦経験を持つが、今はALCAの命令で編入組としてピラリ学園に通っている。純粋な性格のリオンと関わる内に彼女の事を気にかけてはいるが、その一方で定理者として戦っていた使命感から現場復帰に躍起になっている。クールな一方で、もふもふした物が大好きで、目前にあると周囲の状況を顧みず我を見失う。また、秘密にしているがお笑いが大好き。最終的にALCAに戻らず同級生と学園生活を続ける事を選択する。
アモルとの合理体は彼女と同様水色のフリル式のコスチュームで弓を射るキューピット。ミカエルとの合理体はレオタード状の騎士で、レイピア状の剣と盾を駆使した接近戦に切り替わる。
アニメ2期発表前からTCGに登場している
京橋 万博（きょうばし まひろ）
声 - 高森奈津美
性別 - 女性 / 年齢 - / 身長 - 143cm / 体重 - 45kg / 血液型 - B型 / 生年月日 - 3月14日 / 好きなもの - コーヒー / 嫌いなもの - 甘いもの
語尾に「っす」を付けて話す少女で、リオンのルームメイト。発明マニアで使者用を含めた様々な機械を作るものの大抵は爆発するのが日常となっている。定理者よりも使者を対象とした研究に携わることに憧れていて、将来の夢は適応体が持てない異世界に赴いて、現代でもまだ知られていない異世界の事を知ること。家族は皆ALCAの研究者で、メールのやり取りを見る限り父も爆発が多い模様。
1年Sクラスの6人の中では華凛と一、二を争う程小柄ながら胸は華恋に次いで大きいなど、スタイルは抜群である。弥生とは幼馴染で、彼女を「やっちゃん」と呼ぶ。
セレンとの合理体は、ビキニ程度の露出度のメカニカルスーツを纏った姿で、ビームサーベルを武器にする。ドレッドとの合理体は、万博自身はレオタードの簡素な姿でありつつ、多数の砲門を備えた台座に搭乗し、砲撃を得意とする。
橘 弥生（たちばな やよい）
声 - 三森すずこ
性別 - 女性 / 年齢 - / 身長 - 153cm / 体重 - 43kg / 血液型 - A型 / 生年月日 - 12月31日 / 好きなもの - ハンバーグ、オムライス / 嫌いなもの - コーヒー
クラス委員で地元でも多大な資金を寄付している名家橘家の令嬢。文武両道だが、戦闘力はプロのニーナには今一歩及ばない。実家の商人としての家訓を重んじ、面倒見が良い。口調は「ですわ」。万博とは幼馴染で、彼女を「ひろちゃん」と呼ぶ事がある。
七宝との合理体は、青緑色の頭巾をした民族衣装風のコスチュームで、七宝由来の棒術を駆使して闘う。凪との合理体は、烏天狗を思わせる和装で、空を飛べる。
桐谷 華凛（きりたに かりん）
声 - 小倉唯
橘家に仕えている双子の姉。頭の回転が速く、情報収集が得意。一人称は「うち」。盟約者は明かされておらず、『ひなろじ』公式サイトでも隠蔽されているが、TCG公式サイトの弥生のストーリーによると、ジスフィアのニンジャ。合理体は軽装な忍者で、俊敏に動ける。
TCGには未登場
桐谷 華恋（きりたに かれん）
声 - 湯浅かえで
橘家に仕えている双子の妹。のんびり屋で勉強は得意ではないが、身体能力にすぐれ胸は群を抜いて立派に育っている。食べるのが大好き。一人称は「わっち」。姉と同様に盟約者は明かされておらず、『ひなろじ』公式サイトでも隠蔽されているが、TCG公式サイトの弥生のストーリーによると、ジスフィアのサムライ。
TCGには未登場

##### 生徒会
森ヶ谷 夕子（もりがや ゆうこ）
声 - 植田佳奈
性別 - 女性 / 年齢 - / 身長 - 160cm / 体重 - 52kg / 血液型 - A型 / 生年月日 - 6月17日 / 好きなもの - 料理、お茶（紅茶）、綺麗なところ、写真 / 嫌いなもの - 虫、汚いところ
白樺寮の寮長で、生徒会副会長も務めている。6年Sクラス所属。綺麗好き。機械は苦手。おっとりとした性格で、自分の誕生日を当日でも気にかけない程の天然。その天然さにより、幸か不幸か瑞希からのアプローチを無自覚な内に不発に陥れているが、明白なストーカー行為が発覚した際は彼女に容赦ない制裁（ハリセンで叩く等）を加える事もある。その性格から、戦闘に携わる定理者としての将来に不安を感じ、進路について苦悩していたが、リオン達下級生に慕われる今の自分に誇りを持つようになる。卒業後はALCAで瑞希と同じ部署に配属される。
ウェスタとの合理体は、彼女と同様の古代ギリシャ調のコスチューム。吹き付けたシャボン玉には汚れを浄化したり、破損した道具を修復する力があり、戦闘用よりも彼女の性格に合った家事向けと言える能力を備える。
東 瑞希（あずま みずき）
声 - 内田真礼
生徒会長を務める、男装の麗人。幼稚園からの幼馴染みである夕子に好意を寄せており、ストーカー行為までしている。盟約者を持たないが、そんな自身の視点からALCAを世界のパワーバランスをまとめられる組織に改革する事を目標としている。卒業後はALCAで夕子と同じ部署に配属される。
TCGには未登場
五六八 葵（いろは あおい）
声 - 大橋彩香
性別 - 女性 / 年齢 - 18歳 / 身長 - 163cm / 体重 - 45kg / 血液型 - A型 / 生年月日 - 9月7日 / 好きなもの - クリームパン / 嫌いなもの - 苦いもの
弓道の名家出身の少女。両親の教え「人に感謝を忘れない」を守り、自分に厳しく生きなければならないと思っているが、その一方で他者からの頼みを断れない一面も持つ。
使者の襲来の激減後はアシュリーと共にピラリ学園に編入する。編入後は生徒会の会計を務める。卒業後は以前に所属していた部署に戻る事にしている。
ニーナと同じく2期発表前からTCGに登場している
アシュリー・ブラッドベリ（Ashley Bradbury）
声 - 佐々木未来
性別 - 女性 / 年齢 - 15歳 / 身長 - 149cm / 体重 - 36kg / 血液型 - AB型 / 生年月日 - 4月9日 / 好きなもの - 読書、空想 / 嫌いなもの - 尾頭付きの生魚
読書好きな少女。夢見がちで、異世界に関する本を読んでは空想にふけっており、定理者になった時も喜んで招集を受けた。性格は大人しく恥ずかしがりで恐がりだが、時には度胸を発揮する事もある。
ピラリ学園への編入後は生徒会の書記を務める。なお、アニメ『ひなろじ』では、顔にそばかすがある。
ニーナや葵と同じく2期発表前からTCGに登場している

#### TCGのみに登場する定理者
ジークハルト・クラウス（Sieghard Krauss）
性別 - 男性 / 年齢 - 11歳 / 身長 - 138cm / 体重 - 33kg / 血液型 - A型 / 生年月日 - 5月5日 / 好きなもの - チーズケーキ / 嫌いなもの - 毛虫
愛称は「ジーク」。幼さの残る顔立ちの少年。良家の子息で、3人の姉と両親に甘やかされて育ったが、まともな教育と倫理観のもとで育てられたので、率直さと正義感に溢れている。皆を守れるような強い男になるのが夢。
当麻芽路子（とうま めじこ）
性別 - 女性 / 年齢 - 17歳 / 身長 - 168cm / 体重 - 53kg / 血液型 - B型 / 生年月日 - 7月13日 / 好きなもの - オカルト系サイト閲覧、マイナスパワースポット巡り / 嫌いなもの - SNS（コミュニケーションツール）
オカルト好きの少女。小学生の頃にオカルトブームに直面して以来オカルトにのめり込み、その結果ブームが去った後は周囲と話題が合わず孤立してしまい、性格もネガティヴになる。
定理者であるにも関わらず、実はALCAに何故か強制召集されておらず、ALCAには所属していない。その為ロジグラフを持たないが、彼女が身に付けている珠々のような腕輪のオカルトグッズがその役割を果たしている。

### 定理者の盟約者

#### モノリウム
迅撃のダイガ（じんげき -、Daiga of the Swift Strikes）
盟約者 - クロエ
流のフィリル（ながれ -、Fyrill of the Flow）
盟約者 - クロエ
稲穂のロッタ（いなほ -、Lotta of the Sativa）
盟約者 - 葵
春待のメルチ（はるまち -、Melchi of Spring Anticipation）
盟約者 - 葵
巌のジェイド（いわお -、Jade of the Cliffs）
盟約者 - アシュリー
燕黒のルシア（つばくろ -、Lucia of the Swallowblacks）
盟約者 - ジークハルト
鉄牙のライア（てつが -、Lyra）
盟約者 - 聖那
オオカミの獣人の少年。頭に血が上りやすい性格だが、 正義を重んじる信念を持つ。両親は一族の長であったが、オーゾに一族諸共皆殺しにされてしまい、その復讐の為にオーゾを追ってセプトピアにやって来た。そしてオーゾ（正確にはオーゾの影武者）と戦い勝利し、グロリアストーンの存在を聖那達に悟り、「ピンチの時は助けてやる」と言い、その場を去った。その後、その宣言通り使者に追い詰められた聖那の前に現れ、彼女と盟約し使者を撃破した。
貴純のリリアナ（きすみ -、Precious Innocence, Liliana）
盟約者 - ニーナ
闘舞のアイシャ（とうぶ -、Fighting Dance, Aisha）
盟約者 - ニーナ
美棘のローダンテ（Rhodanthe）
盟約者 - ヴェロニカ
七輝のサンドラ（Sandra）
盟約者 - 縁
輪菌のシータ（りんきん -、Faerie Ring, Shiita）
盟約者 - 縁
花唇のローザ（かしん -、Rosa）
声 - 松井恵理子
盟約者 - リオン
バラの国の姫。植物を操る能力を持つ。一人称は「わらわ」、二人称は「そなた」。リオンとは『ひなろじ』本編の10年前に彼女が2歳の頃に盟約を交わしている。姫故に孤独だったが、同じ境遇のリオンを妹の様に思い始めてからは解消された。
綿毛のワッフル（わたげ -）
声 - 山本彩乃
盟約者 - リオン
チンチラの獣人の少女。ボクっ子で、語尾に「だお」を付ける。家族と元気に遊んで過ごしていたが、遊んでいる内にはぐれてしまい、いつの間にかセプトピアに迷い込んでしまっていた。そこで偶然出会ったリオン達と遊び、その後彼女達にモノリウムに帰る手助けをしてもらう。帰り際にフォーリナーカードで呼んでもらってまた遊ぶ為にリオンと盟約した。
薫花のティア（くんか -）
盟約者 - 玉姫
泡沫のシェリー（うたかた -）
盟約者 - アシュリー
海颯のウィーゴ（みはや -）
盟約者 - 学
清純のニコ（きよすみ -）
盟約者 - 玉姫
月影のロウ（つきかげ -）
盟約者 - 学

#### ジスフィア
緋華（ヒバナ）
盟約者 - 美親
羅刹（ラセツ）
盟約者 - 美親
竜媛皇珠 小玲（リュウエンコウジュ シャオリン、Dragon Princess Emperor Jewel, Xiaolin）
盟約者 - 玉姫
神曲乙姫（シンキョクオトヒメ、"Divine Music" Otohime）
盟約者 - 玉姫
麒麟
盟約者 - 玉姫
阿修羅（アスラ）
盟約者 - 聖那
聖那とは悪友の様な関係で、情に厚い熱血系。趣味は筋トレと格闘技で、密かに鍛錬しては武器や技を開発している。
八雷神（ヤクサイカヅチノカミ）
盟約者 - ジゼル
周囲からは略して「ヤクサ」と呼ばれる。優男で誰に対しても礼儀正しく、特にジゼルの事はお嬢様扱いしており、彼女に従う関係を保っている。8つの雷神の能力を持ち併せ、戦術分析にも長ける。
政木狐
盟約者 - ノエル
番太
盟約者 - 律
煌煌（ファンファン、Huang-Huang）
盟約者 - 芽路子
紅武（コウブ）
盟約者 - オルガ
銀影（ギンエイ）
盟約者 - オルガ
艶鬼（エンキ）
盟約者 - アシュリー
星（セイ）
盟約者 - 学
冥（メイ）
盟約者 - 学
七宝（チーパオ）
声 - 橘田いずみ
盟約者 - 弥生
棒術と酔拳に長ける功夫の達人。適応体でも大男2人を1度に投げ飛ばす力を持つ。身長は弥生と同程度だがスタイルは抜群で、露出度の多い服装をしている。
酒を飲みにセプトピアを訪れ、酔い潰れていた所を弥生に介抱され、その後彼女に盟約を懇願され、彼女と盟約をする。
凪（ナギ）
声 - 伊藤彩沙
盟約者 - 弥生
烏天狗。女性だが、一人称は「俺」。適応体は弥生と初めて出会った時はカラスに似た黒い鳥だったが、今では小柄な人間の姿をしている。中二病であり、セプトピアにやって来たのも、彼女の妄想上のセプトピアに蔓延る悪の陰謀を倒す為だった。
弥生に1度呼び出された際には彼女達と夕食をとってから帰るのを日課にしている。
蓮香仙女（レンシャンセンニョ）
盟約者 - 縁
哪吒太子（ナタタイシ）
盟約者 - クロエ
懍玲（リンリン）
盟約者 - 聖那
此花咲耶（コノハナサクヤ）
盟約者 - ジゼル
鬼道丸（キドウマル）
盟約者 - 芽路子
鳴神（ナルカミ）
盟約者 - くらら
玉風（タマカゼ）
盟約者 - くらら

#### テトラヘヴン
アテナ（Athena）
声 - 上坂すみれ
盟約者 - 美親
知恵と戦略の女神。心優しく正義感に満ち、尊い命が失われる事を嫌う。美親を慕っている心が恋愛感情へと発展していき、「現役を終えた女神はテトラヘヴンへ帰還してセプトピアの人間と離別しなければならない」という自身の運命や、「人間と神が共存できる世界を築く」というルシフェルの言葉に次第に葛藤していく。
オルガとの戦いの後は美親とのオーバートランスで多くのロジックカードを紛失。仲間の助けで大凡回収されたが、「悲しみ」のロジックカードのみが欠落し、自分や美親の現状に感情が動かなくなり心に穴が開いてしまう。その後、「記憶」のロジックカードを失っていた美親が彼女のロジックカードを見付け出した事でそれまで蓄積されていた感情を解放して感涙し、必ず美親のロジックカードを見つけ出す事を誓った。
ヴィーナス（Venus）
声 - 東山奈央
盟約者 - 玉姫
愛と美の女神。どんな者にも隙あらば恋に落ちてしまう博愛主義者で、男女関係無く口説く。
ヴァルキリー（Valkyrie）
声 - 小見川千明
盟約者 - クロエ
戦の女神。クロエと対照的に口数が少なく冗談も通じない。クロエの戦闘センスは認めているが、彼女の破天荒なノリに呆れ、よく冷淡に突っ込みを入れる。
アルテミス（Artemis）
声 - 折笠富美子
盟約者 - 学
月の女神。詩をこよなく愛し、気持ちが昂るとよく詠う。夜行性で、月が出ていないと眠くなってしまう。事件解決後は学の養母になった。
ネメシス（Nemesis）
声 - 橘田いずみ
盟約者 - ヴェロニカ
憤りと罪の女神。見た目はアテナ達の中でも最も幼く見える少女だが、数100年生きており博学。その反面、彼女とヴェロニカの自室は幼稚でファンシーなものが多く、部屋に招かれた美親を唖然とさせた。毒舌家で、厳しい目を若い定理者達へ向けている。ゾンビ映画やグロテスクなものが大好物。
ケツァルコアトル（Quetzalcoatl）
声 - 中谷竜
盟約者 - 縁
ヘビの魔神。外見は適応体はハムスターサイズの太った緑のヘビで、元体は巨大な緑（トランスジャック体は黒）の大蛇。爬虫類の神なので寒いのが大の苦手。
当初はセプトピアを脅かす使者として襲来し、街の発電所を自身の巣にして占拠し、発電システムを逆理領域で浸食して大都市の機能を狂わせた。逆理領域に自分の分身のヘビを潜ませる能力を持ち、それに接触した定理者は強制的にトランスリミットを短縮させられる為、定理者は近付く事は出来なかったが、美親と遠距離攻撃に長けた学の連携に倒され監獄に幽閉される。
その後、幽閉先の看守のキタオカを騙してトランスジャックし、施設を崩壊させて脱走しようとしたが、自身を引き留める縁と交渉。自身を貶める時間稼ぎと知り、美親、ヴェロニカと交戦するも追い詰められて止めを刺されそうになっていたが、自身の危機を敵である筈の縁が「マネージャーの自分を認めてくれたから」と庇った事に動揺し戦意を失い降伏し、盟約者がいなかった縁に提案して彼女の盟約者となり、その際に彼女から「ケッツー」という変なあだ名を付けられてしまった。
実はセプトピア移住時にそれを企てたルシフェルとコンタクトを取って「自分が定理者達に勝つか否か」賭け事をしており、それが判明した際には詳しい情報を聞き出そうとしたヴィーナス達にサディズムな拷問を受けてしまった。
ルシフェル（Lucifer）
声 - 鳥海浩輔
盟約者 - オルガ
美青年の姿の魔神（堕天使）。嘗てテトラヘヴンで百年戦争を引き起こした元凶で、アテナからもよく思われていない。ALCAの管轄を受けず、その力はトランスジャックを「試した」程度でパラドクスレベル9.8を弾き出す程強大（美親をして「国1つがどうにかなるレベル」）で、ALCAからはそれ以降、危険視されている。
人間の女性を侍らせては特に悪事もせず街を徘徊していたが、実は堕天の地で拾った門カードで、魔神の襲来の手引きをしていた張本人。更に「人間と神の共存」を謳いつつも、その実態は社会に劣等感を持つ不平等な人々を洗脳し、世界を自身の手中に支配することだった。
最終的に自身と合体したオルガを利用していた駒に過ぎなかったとして本性を現すが、逆に彼に肉体の主導権を奪還させられて美親との戦いに巻き込まれて敗北。監獄に幽閉されると、面会に訪れたオルガに「『人間と神が共存出来る』というお前のロジックだけは同意して意志を引き継いでやる」という彼の決心を不敵に笑い、これ以上人間にどうこうされるのは自身のプライドに反するとして自ら消滅した。
ベル
声 - 三宅麻理恵
盟約者 - リオンの母→リオン
リオンが赤ん坊の頃から一緒にいる使者で、彼女の母の定理者時代の盟約者。基本的には「キュー」としか鳴かない青いリスの様な姿をした小動物だが、これはあくまで適応体に過ぎず、元体は神々しい女性の声で語りかける巨大な青いキツネやオオカミを思わせる獣。学園では特例扱いでリオンとの同伴を許可されているが、後にリオンの感情を抑える役目を担っていた事が判明する。また、その後にリオンの3番目の盟約者となる。これに際してテトラヘヴンの使者である事が判明した。
アモル
声 - 西本りみ
盟約者 - ニーナ
未熟な見習い天使。引っ込み思案で泣き虫な性格。セプトピアへの視察団に手伝いとして随行した際にニーナの活躍を目撃し憧れ、彼女がピラリ学園に編入した初日に、勇気を振り絞り彼女と盟約をしたい事を告げ、彼女との盟約を果たす。
ミカエル
声 - 相羽あいな
盟約者 - ニーナ
神々に次ぐ高い地位の大天使で、天使騎士団の団長を務めている。一人称は「我」。セプトピアに訪れて初めて出会った時からニーナに自身の騎士道と親しいものを感じており、後に彼女がピラリ学園に編入してから数ヶ月経った夏の日に盟約を行った。
ウェスタ
声 - 松井恵理子
盟約者 - 夕子
竃の女神。異世界の料理を知る為にセプトピアを訪れた。夕子とはオビヒロの料理教室で出会い、そこで意気投合し盟約者となる。2つの錬金釜を使い、様々な物（主に調理器具）を産み出す能力を持つ。夕子が瑞希の制裁に使うハリセンはこの能力によって産み出された物。
トール
盟約者 - 葵
テトラヘヴン屈指の戦闘力を誇る女神。雷とトールハンマーで闘う事から「雷の戦神」の異名を持つ。葵の強さに共感し彼女と盟約した。
ブリュンヒルデ
盟約者 - 葵
トールの幼馴染だが、彼女とは対照的におしとやかな性格で戦いを好まない。しかし、トールと平和を守る為に戦いを受け入れ、ピラリ学園に編入する数ヶ月前に葵と盟約する。
アストライアー
盟約者 - アシュリー
星と正義の女神。好奇心が強く、面倒見の良い性格。占いが得意だが、自分自身は占えない。タナトスとは旧知の仲（と言うより腐れ縁に近い）。セプトピアを訪れたタナトスを探す為（それは名目で、実際は自身の占いで未来を見通せなかったアシュリーに会う為）に自身もセプトピアに訪れる。そこで偶然アシュリーと出会い、2人とも自分達の未来に興味があった事から、数日後に意気投合し盟約を果たす。アシュリーの未来が見えなかった理由は盟約した事によって自分自身の運命と重なった為。
タナトス
盟約者 - 芽路子
死の女神（死神）。死神とは思えない明るい性格をしている。セプトピアの様子を覗いていた時から芽路子を気に入っており、セプトピアを訪れてからも1週間彼女を観察し続けていた。芽路子は死を操る能力を得られると思い彼女と盟約したが、彼女曰く「合体していても死を操るのは、直接の死の経験が無いと難しい」との事。それでも鎌で刺したり、冥府の使いを召喚したりする事は出来る。
ステュクス
盟約者 - 夕子
大河の女神。テトラヘヴンでは水質調査を行っていたが、ゼウスに交流事業の一環としてセプトピアの各地のALCA支局に派遣される神の1柱に選ばれ、水質調査も交代させられてしまった。これは本人にとっては相当不満で、自身を派遣したゼウスを今でも恨んでいる。サッポロ支局に派遣されてからも研究と称してホッカイドウ各地に出掛けては川のサンプルを集めている。水質調査の腕は確かで、イシカリ川で定期的に行われている水質検査をくぐり抜けた微量の水質汚染を発見している。
夕子と初めて出会った際に彼女がくれた菓子の味が忘れられなくなって彼女を気に入り、その後白樺寮にやって来て彼女と盟約を結ぶ。彼女の卒業後は彼女と同棲したいと考えている。
ヒュプノス
盟約者 - 芽路子

#### トリトミー
キュア・メディスン119（Cure）
盟約者 - 玉姫
シグマ・ブラスター010（Sigma）
盟約者 - 玉姫
エメラダ・シンフォニー076（Emerada）
盟約者 - ニーナ
ソルト・ヒューマノイド236（Salt）
盟約者 - 縁
アリオール・ラプトレス015（Aryol）
盟約者 - 縁
ラルフェ・インセクト012（Larva）
盟約者 - 芽路子
ティーブ・ゴラン45（Teeb）
盟約者 - クロエ
シュガー・ディーバロイド741（Sugar）
盟約者 - アシュリー
ルカ・キャンドル237（Luca）
盟約者 - アシュリー
アルヴ・レイザード000（Arve）
盟約者 - 葵
ピノ・プレート964（Pino）
盟約者 - 葵
メガル・ポリスロイド461（Megaru）
盟約者 - ジークハルト
セレン・リサーチャー013
声 - 尾崎由香
盟約者 - 万博
門の調査分析チームの1人のアンドロイド。適応体は万博と同じ位の年と恰好で黒髪を後ろで2つに束ねた人間の少女の姿をしている。万博とは彼女が持つフォーリナーレーダーによって出会った。アンドロイドなので性別は不明だが、万博の夢の中では「ロボ娘（ -こ）」を自称していた。
ドレッド・デストラクト001
声 - 橘田いずみ
盟約者 - 万博
トリトミー機動艦隊に所属する宇宙戦艦。適応体は海に浮かぶ船の姿をしている。海を見る為にセプトピアに訪れ、そこでフォーリナーレーダーで自身を発見した万博と出会う。その後彼女と2人で出港したところ、台風に直面してしまい2日間漂流する羽目になるが、その際に合体すれば海を脱出出来る事に気付き、彼女と盟約を果たし無事に海を脱出した。

### ALCA

#### 本部
ヤルノ うつつの
声 - 郷田ほづみ
ALCA長官。4年前は支局長だった。気さくで砕けた態度を取るが、有事の際は自ら現場へ赴いたり、使者に唯一対処出来る定理者達の戦闘を彼らを信じて逃げ出さずに最後まで見守ろうとしたりと、長官としての責任感が強い。

#### ナイエン支局
ゼラ・ガリバーストーン
声 - てらそままさき
ヴェロニカの副官。
ピエリ 早乙女（- さおとめ）
声 - 植田佳奈
オペレーターの茶髪の女性。ハッキングに長ける。
クラウ・ボー
声 - 立花理香
オペレーターの赤髪の女性。
フェリオ
声 - 河西健吾
ALCAの車両の運転手。
サカイ
声 - 仗桐安
ALCAの車両の運転手。
ゴルドフ
声 - 無し
地下監獄の看守長。
キタオカ
声 - ランズベリー・アーサー
地下監獄の看守。熱狂的なアイドルファンで、彼女のグッズが貰えるチョコレートを大量に購入している。
ミキ・シノブ
声 - 伊瀬茉莉也
ナイエン支局に配属された新人職員で、受付担当。オルガの理解者で、彼を尊敬し気にかけている。気が強く怒らせると怖い。
実はルシフェルを崇拝しており、彼と共に使者エンリルの脱獄の手引きをした。一時、エンリルの脱獄はオルガによるものと疑われたが、後に彼女の手引きによるものと断定されオルガの疑惑は晴れた。だが、劣等感に悩んでいた上に仲間からも疑惑の目を向けられたオルガの心は深く傷付き、最終的にルシフェルの指示通り、オルガのALCAの離反に繋がった。

#### サッポロ支局
アッシュ・パクストン（Ash Paxton）
声 - 千葉一伸
ヴェロニカがサッポロ支局に所属していた時の上司にして教官であり、自身も定理者であった。
4年前に使者ベルヴァにトランスジャックされた事で重度の逆理病となり人格は破壊され、セントラル病院地下深くに隔離され入院していた。これを知るヴェロニカが後に独断専行で暴走する事に繋がっていた。
だが、その真相は周囲の制止も聞かず、ベルヴァを使い人為的にオーバートランスを引き起こそうとしていた為に、非人道的な扱いを受けていたベルヴァが暴走させられてしまったというものであった。
オルロフ・ツングースカ
声 - 松本大
札幌函館研究室長。4年前の事件に関わっており、目的の為ならば非道な手段を選ばない。事件の真相が明されると「異世界間の捕虜取り扱い協定」の規律違反により拘束された。

#### ホンコン支局
ホンコン支局長
声 - 山岸治雄
アーロン・ラウ
声 - 手塚ヒロミチ

#### ピラリ学園
神楽 静葉（かぐら しずは）
声 - 相沢舞
1年Sクラス担任。25歳。
藤崎 梨乃（ふじさき りの）
声 - 高柳知葉
1年Sクラス副担任。24歳。生徒からは「りっちゃん」と呼ばれる事がある。生徒を褒める時はしばしば「花丸です」と口にする。
学園長
声 - 矢島晶子
名前は不明。いつもハープを奏でている。梢と2人きりの時など、時々幼児に変身する。『ひなろじ』最終話でのベルとのやりとりから、テトラヘヴンの使者である事が示唆されている。
天原 梢（あまはら こずえ）
声 - 種﨑敦美
副学園長。アンダーリムの眼鏡をかけている。

### 定理者の家族

#### 美親の家族
剣 しおり（つるぎ - ）
声 - 茅野愛衣
美親の妹。兄が定理者で無くなり、RPGで言う所の「村人」として彼との平穏な日常が続く事を望んでいたが、彼がロジックカードを取り戻した事で再び家族の下を離れる事を激しく拒絶するも、決意を固めた彼を止める事は出来なかった。これに関して別にALCAに遺恨がある訳では無く、休養時の帰省では他の定理者とその盟約者を自宅に歓迎し親しくなった。
剣 廉太郎（つるぎ れんたろう）
声 - 藤井啓輔
美親、しおりの父。死別した妻を溺愛しているが、プレイベートで女性を口説くのが趣味で、2児の父でありながら下世話な自慢話をしては美親達を呆れさせている。

#### リオンの家族
スコラファンスキー・エリストラートヴァ
声 - 小山力也
リオンの父で、リオネス国の王。娘を守る為に国を作った。「白銀のグリズリー」の異名を持ち、臣下達にも英雄視されているが、超が付く程の子煩悩。その娘を思う言動は思想も行動内容も常識を逸脱しており、「娘を心配して女子寮である白樺寮への同居を求める」、「それが断られると自国の戦闘機から発射したミサイルに乗って学園の防衛ラインを易々と掻い潜って逢いに来る」、「襲って来た野生のクマを素手で殴り飛ばして1発でKOにする」、「夏期休業の避暑にリオンのクラスメイト達を招いていたタイミングで王宮の空調が故障してため、猛暑の中自力で敷地内を掘り出して半日でプールを設置する」など作中で規格外な行動を見せ、「人間ではなく使者ではないのか」と疑われる事もあった。妻子を愛している故に娘の拒絶には酷く傷付き、妻の前には頭が上がらない。
リニャーニャ
声 - 三宅麻理恵
リオンの母で、元定理者。夫からは「リーニャ」と呼ばれる。夫を愛しているものの彼の行き過ぎた行動には陰で「脳筋」と罵っては苛立っている。

### その他の使者

#### モノリウム（その他）
氷雪のベルヴァ（ひょうせつ -、Belva）
外見は毛むくじゃらの獣で、弱まると服を着た獣になる。吹雪を起こす能力を持つ。
4年前にアッシュをトランスジャックしハコダテラボに厳重に幽閉されていたが、同じく幽閉されていた複数の使者と共に突如復活を果たし、ホッカイドウ全土を襲撃した。
真相はアッシュとオルロフが行ったオーバートランスの非人道実験の被害者であり、これによりアッシュと同じく、ロジックカードを失い逆理病となっていた。ハコダテラボの地下には、同じく非人道実験の被害者と思われる多くの使者の死体がカプセルに入れられた状態で隠されていた。
最後は真相を受け入れられないヴェロニカに彼女諸共自爆されそうになるが、美親によって止められ命拾いする。後に失われたロジックカードは縁が捜索したが1枚しか見付からなかった。事件後はALCAによってモノリウムに帰還する事となった。
銀月のヴォルグ（ぎんげつ -）
月の光を浴びる事で傷を回復させる能力の持ち主。聖那の敵だったが、実際はガドロンの意志を守る為に元凶のグロリアストーンを探していた。しかしオーゾに倒され、聖那にグロリアストーンを託し力尽きた。
無限のゴイア（むげん -）
接触した相手のエネルギーを吸い取りパワーアップする能力の持ち主。パラドクスレベルは7.5で、定理者達の総攻撃も効かないどころか逆に聖那を捕らえてしまう程の強敵。
隼速のファル（しゅんそく -）
豪傑のグリズ（ごうけつ -）
群闘のザイル（ぐんとう -）
冥府のオーゾ（めいふ -）
力を求めグロリアストーンを探していた使者の1人。
ガドロン
グロリアストーンがモノリウムに存在していた時、終わりなき争いを終わらそうと考えた際に突然空に穴が出現しこれで争いを止められると願い、グロリアストーンをその穴に投げ込んだ。

#### ジスフィア（その他）
イヌの使者（名称不明）
外見はトランスジャック体は翼の生やし頭蓋骨の様な頭を3つ持つ巨大なイヌで、適応体になると人間サイズで頭も1つになる。パラドクスレベルは3.7（しおりによると大した事の無いレベル）。『パラドクスツイン』でジスフィアの使者である事が判明している。
街に逆理領域を展開し、1度は学を吹き飛ばすも定理者達の連携によって倒された。脱獄後は学と交戦する。

#### テトラヘヴン（その他）

##### 善なる神
ゼウス
善なる神の統率者である大神。天空が割れる程の神雷で魔神達を堕天の地に叩き落として幽閉し、百年戦争を終結させた。
バッカス
ステュクスの会話内に名前のみ登場。彼女によると、醸造時に彼女の所に頭を下げに来るらしい。

##### 魔神
倒されて監獄に幽閉された者は、ALCAを離反したオルガによって監獄が破壊された際に全員脱獄して定理者達と再び交戦し、更にその後、ルシフェルが持つ門カードによってニホン中に多くの魔神が送り込まれ、一時はナイエン支局を除くニホンの全ての支局が制圧されたが、最終的に全て討伐された模様。
ベリアル
声 - 山岸治雄
外見はトランスジャック体は翼を生やし無数の棘が付いた鎧を背中と腕に着けた巨大なウシで、適応体になると人間サイズになり鎧は消失する。背中に着けた鎧の棘はミサイルの様に飛んで爆発し、腕に着けた鎧の棘や目からは銃弾の様な光線を発射する（目から発射する際は瞳の部分が銃口状になる）。パラドクスレベルは7.2でこれらの攻撃は強力だが、故に大量のロジックを消費する為、度々トランスジャックの媒体を変える戦法を取る。
ショッピングセンターに現れ逆理領域を展開し定理者達と交戦、前述の戦法の為1度はトランスジャックを解除して逃走する。その後、街で別の人間をトランスジャックし、隙無く攻撃を続けて自身に攻撃出来ないようにして定理者のトランスリミットまでの時間稼ぎをする狡猾な一面を見せ定理者達を追い詰めるが、美親が現れた事で戦況は一変し倒された。脱獄後は玉姫と交戦する。
ザントマン
声 - 水瀬いのり
外見はトランスジャック体も適応体も小さな翼を生やした妖精の様な風貌で、違いは服の有無程度。パラドクスレベルは1.1（ネメシス曰く「最弱」）で、攻撃も肩にかけた鞄から砂を出してかけるのみ（バーチャルルームの再現データはパンチをしていたが、本人が使った描写は無い）。
幼稚な性格で、幼稚園に現れ園児をトランスジャックした際の行動も、「お菓子をくれなければ砂をかける」と言って園児達を脅したのみで、その上美親にその事を叱責されただけで降伏し、トランスジャックを解除した。作中では唯一初戦で定理者1人に、かつ戦わずして敗北した魔神。
脱獄後は隠れていた所を縁に見付かり彼女から逃げ回っていたが、彼女のロジックドライブによってすぐに倒された。
インキュバス
声 - 利根健太朗
サキュバスと2体同時に現れた魔神。外見はトランスジャック体は目の無い悪魔。彼らは過去にも現れた事があるが、どちらも生半可な攻撃ではしぶとく生き残りトランスジャックを解除して逃げる為、ALCAは今まで彼らを逃がしている。また、どちらも逆理領域内の人間のロジックを吸収する事で自身のパラドクスレベルを上げる逆理領域を展開する。人間の女性の事は「メス」と呼ぶ。
クロエ、学と交戦し、クロエを圧倒し彼女をトランスリミットに追い込むが、それは彼女が囮になった作戦であり、彼女に気を取られて油断していた所を背後から学に全弾発射され倒された。倒されてトランスジャックが解除された後の適応体は描写されておらず、消息は不明。
サキュバス
声 - ゆかな
外見はトランスジャック体は単眼の悪魔で、適応体になると小さくなり脚は消失する。柄の無い斧状の刃物を大量に飛ばして攻撃する他、翼を円状に盾の様に固めて自身を防御する事も出来る。人間の男性の事は「オス」と呼ぶ。
ヴェロニカは彼女を危険と判断し、美親と玉姫に彼女を殺すよう命令するが、命を奪う事を嫌う彼らは1度はこれを拒み彼女を逃がしてしまう。その後、美親、ヴェロニカと交戦するがしぶとさは程凄まじく、ヴェロニカの爆弾を連続で喰らって満身創痍になりながらも耐え続け、ネメシスに「ゾンビ」と言わしめた。そして形勢を立て直す為にトランスジャックを解除して適応体で別の人間に襲い掛かるが、人々を守ると決意した玉姫に攻撃され消滅した。
アスタロト、ベルゼバブ、ルサールカ
女神達がパラドクスレベル9.8の魔神の正体では無いかと名前をあげた魔神達。いずれもルシフェルに匹敵する、非常に強大な魔神と思われる。ヴィーナスによると、ルサールカは月夜に現れて男性を魅了させるらしい。
人形遣いの魔神（名称不明）
集団で襲来した魔神。外見は全員同じで黒いシャボン玉に包まれたイヌの様な顔をした小さな人型。大勢で連携して襲い掛かる集団戦に長け、その連携力はトラックを投げる程強い。倒しても適応体とトランスジャックされた筈の人々は現れず、代わりに墓標のみが現れる。1体倒される毎に残りの個体のパラドクスレベルが上がるという特殊な能力を持つ。
実は前述の個体は全て本体が生み出した操り人形であり、本体は逆理領域に潜んでいた。本体の外見はトランスジャック体は手足と胴体が糸巻きになっている道化師。糸巻きから糸を出して相手を拘束出来る。逆理領域はサーカスのテント型。
最後はクロエに真っ二つにされて倒された。脱獄後はクロエと交戦する。
エンリル
声 - 赤城進
外見はトランスジャック体は細長い体と5つの目と7つの角が付いた顔を持ち、適応体になると小さくなり2つの目を持つ面のような顔になる。風を起こして攻撃する他、角を飛ばす事も出来る（飛ばした角はブーメランの様に戻って来る）。
嘗てヴェロニカに倒され、監獄に幽閉されていた。パラドクスレベルは高く、「ルシフェルに等しい魔力を持つ」と自負しており、その力でヴェロニカと交戦した場所も辺り一面焼け野原になったという。ルシフェルに恩義があり、彼と盟約する為に彼の情報を聞こうとするオルガに「やり残した事があるから1日だけ自由にしてくれれば考えよう」と話し、脱獄する機会を窺っていた。
オルガは彼を自由にするか迷っていたが、そんな中ルシフェルとシノブの手引きにより監獄の扉が開き、彼は脱獄してオルガをトランスジャックする。やり残した事はヴェロニカへの復讐であったが、結局彼女の元には辿り着けず、美親達に倒され再び幽閉された。ALCAを離反したオルガによって再度脱獄した後は遂にヴェロニカとの交戦を果たす。

#### 不明
いずれもテレビアニメ版の過去回想シーンに登場した使者で、名称と出身世界はいずれも不明。
鎧の使者
外見はトランスジャック体は巨大な鎧。美親がALCAを引退するきっかけとなった使者。美親がオーバートランスしなければ勝てないと判断した程の強敵で、最後はオーバートランスした彼に倒されたものの、このオーバートランスによって彼は逆理病になってしまった。
クモの使者
外見はトランスジャック体は単眼の巨大なクモで、その単眼は開いて口になる。逆理領域はクモ型（但し、足に相当する部分は10本）で、その内部はクモの糸の様なものが無数に張り巡らされている。クロエが定理者になる前の頃の玉姫に倒された。
ニーナと交戦した使者
『ひなろじ』でニーナの過去回想に登場。シルエットで描かれた為、姿は不明。エメラダと合体したニーナに倒された。

## 用語
この節の記述は、あくまでテレビアニメ、漫画の世界観に準ずるものである。トレーディングカードゲームの用語については#ルールを参照。

### 世界（ワールド）
セプトピア（Septpia）
本作の主な舞台。主な支配者が人間の所謂「人間界」で、神、悪魔、龍等は存在しない。様々な異世界の門が出現する唯一の世界。
L.C.
作中で使用される紀年法。読みは不明。
モノリウム（Monolium）
原獣や獣人が住む「力」の世界。
超自然界で機械技術などの文明はあまり発達していない。個人の武勇が尊重され、正々堂々とした戦いで勝った者が全てを得る。
四戦王
モノリウムの頂点に君臨する存在、獣竜王に次ぐ力を持つとされる4人で、それぞれがモノリウムの東西南北を統治している。
力の祭典
モノリウムで1年に1度、獣竜王に挑む権利を与えられる世界的な武術大会。これに備える為に四戦王の1人は稽古相手にセプトピアの定理者を選び、それを知った他の四戦王やその座を奪おうとする猛者達も後を追った事で、セプトピアにモノリウムの使者が襲来するきっかけとなった。
グロリアストーン
漫画『ラクエンロジック パラドクスツイン』における、使者連続出現事件の元凶。力を解放すると王の座を約束される程の力を持っている。
ジスフィア（Disfia）
東洋風の「魂」の世界。
天界、地界、冥界の3つに分かれており、魂がその3つの間を輪廻してバランスを保っている。都の深京は冥界から瘴気と共に現れる悪霊「サワリガミ」からの脅威を退ける為に巨大な結界に覆われている。
セプトピアの人間が霊魂や仏を重んじ、神社や仏閣を奉っていた為、セプトピアとジスフィアは古来から友好関係にあり、モノリウムから使者が襲来した際に共闘した。
テトラヘヴン（Tetra-Heaven）
神話で語られる神々が住む「信仰」の世界。信仰を重んじる神々が支配する天界と、人間達が住む下界の2つに分かれている。神々は人間達の信仰心によって力を得て、その力で人間達に奇跡を起こす事で人間達から信仰を得るというサイクルによってこの世界のバランスは保たれているが、この神々は善なる神と呼ばれる神々であり、神々の中には人間達の畏れを集める事によって絶望と破壊を起こす悪しき神（魔神）と呼ばれる神々も存在する。
百年戦争（ひゃくねんせんそう）
嘗て堕天使ルシフェルが引き起こしたとされる善なる神々と魔神達との戦争で、テトラヘヴン最大の事件。最後は善の神々の統率者の大神、ゼウスが魔神達を堕天の地に幽閉した事で終結した。しかし魔神達はそこで偶然門カードを発見して堕天の地を脱出。新たな安住の地を求めてセプトピアへ亡命しに襲来した。
トリトミー（Tritomy）
魔法の様に見える程科学が発展した「合理性」の世界。ロボットやアンドロイドが生息している。大気中のナノマシンによってあらゆるプログラムが実体化してしまう為、この世界では全ての願いが叶い、故にこの世界に住む多くの者達は叶う事の無い不自由を求めているという。

### ロジック
ロジック（Logic）
本作のテーマ。公式では「物質を構成する原子をも超越する、形が無い全てを司る概念」と表現されているが、作中では定理者達が強く抱く「信念」や「信条」としてもこの用語を用いている。
ロジックカード
記憶や感情等、形が無いものを記憶しているカード。生物は全て1000のロジックカードで構成される。
逆理病（パラドクスシック）
ロジックカードが体から出て行く事で起こる病。起こると失ったロジックカードが司っていたものを失う。人間が使者に長時間トランスジャックされた時やオーバートランスの実行時に発生する。紛失したロジックカードが多い程、症状は悪化する。

### 定理者（用語）
定理者（ロジカリスト、Logicalist）
100万人に1人の確率で存在し、使者と合体する素質を持ったセプトピアの人間を指す。セプトピアに襲来して来る使者の脅威に唯一対抗出来る存在だが、同時にその素質が判明次第、政府直属のALCAの戦士に任命され、それまでの私生活や人生設計を妨げて強制的に従属されてしまう（但し、休暇での帰省等は可）。また、定理者の能力は成長期の頃が全盛期であり、ALCAに所属する定理者も少年少女が多い。但し、成人するとその能力は徐々に退化し始め、30代になると合体が難しくなる（20歳を過ぎても合体出来る者もいる）。
警察特殊機関ALCA（けいさつとくしゅきかんアルカ）
「異世界対策機関（Another Logic Counter Agency）」の略称。異世界の脅威からセプトピアの人々を守る為に政府が結成した組織。世界各地に支局を持ち（ニホンには5つ）、定理者とその盟約者が組織内で共同生活を行っている。その他、施設内では管轄エリアでのトランスジャックした使者の発生を監視するオペレーションルーム、捕獲した使者を幽閉する地下監獄、定理者達が訓練するバーチャルルーム等がある。
ロジグラフ
声 - 三森すずこ
ALCAの定理者に支給される機器。通信機器として使用される他、定理者のバイタルやコンディションを把握したり、トランスリミットまでの時間を知らせる機能も持つ。
フォーリナーカード
ALCAがトリトミーの技術提供を受けて実装したシステム。『ひなろじ』開始時点では、提供を受けたのが昨年で導入して半年も経たない。異世界にいる盟約者を呼び出す事が出来る。登録が行われていない状態は空白（ブランク）という。
ピラリ学園（ - がくえん）
『ひなろじ』の主な舞台。ホッカイドウのピラリ町にある、ALCAが運営する定理者養成学園。
白樺寮（しらかばりょう）
ピラリ学園にある4つの寮の1つ。男性は立ち入り禁止となっている。
編入組（へんにゅうぐみ）
使者の襲撃が軽減して平和が続いている世界で、戦力不要な現状からALCAの指示で年相応の学業や青春を謳歌すべく、ピラリ学園での教育を義務付けられた定理者達。その過程から皆が「一人前の定理者になるべく教育を受ける」という本来の学生達とは逆で既に定理者としての実戦経験を持つ。

### 使者（用語）
使者（フォーリナー、Foreigner）
門を通じてセプトピアにやって来た異世界の住人。使者がセプトピアに来ると適応体（てきおうたい）という訪れた世界のロジックに準じた姿になる（これに対して元の姿は元体という）。セプトピアに対する適応体は大抵は元体よりも劣り、姿も小さくなったり体の一部を失ったりし、力も本来のものを発揮出来なくなる。後述のトランスジャックを行い、本来の力を自分勝手に行使する使者もいる（この使者は作中では「悪の使者」と形容される事もある）。逆に人間には適応体は無く、異世界に行く事は出来ない。使者と人間が交わっても子供は出来ないらしい。
門（ゲート）
異世界間を繋ぐ門。開くには門カードというカードが必要となる。
パラドクスレベル
使者の力のレベル。敵対する場合はこれが高い程ALCAにとって脅威となる。
逆理領域（パラドクスゾーン）
使者がやって来た世界を自分が住む世界に変化させた領域。トランスジャックした使者が展開したものはそれまでの風景から一変して不気味な色に反転し、物質が脆く崩壊してしまう。定理者以外がここに入ると逆理病になってしまう為、定理者は民間人が巻き込まれないよう即座に避難させなければならない。

### 合理体
合体（トランス、Trance）
定理者と盟約者が盟約を結んだ上で融合する事。これを行った姿は合理体（トランスユニオン、Tranceunion）といい、基本的に定理者の身体をベースに、盟約者の姿をイメージしたようなコスチュームを纏う。複数の盟約者がおり、合体中に別の盟約者と合体を交代する事はトランスチェンジという。
トランスジャック
使者がセプトピアの人間と強制的に融合する事。使者と人間が融合する点は合体と同じだが、こちらはその名の通り使者が人間の肉体と精神を乗っ取っている状態で、これを行った使者は本来の力を発揮出来、姿も元体と殆ど同じものになる（この姿は元体と区別され、トランスジャック体という）。合体は定理者とその盟約者が盟約しないと出来ないのに対し、こちらは相手が定理者であろうが無かろうが無関係に出来、長時間のトランスジャックは人間側の生命に危機を与える。定理者の攻撃で一定のダメージを与える事で解除する事が出来る。トランスジャックを行った使者は、捕獲次第ALCAの監獄に幽閉される。
オーバートランス
定理者と使者のロジックカードを全て融合させるの合体（通常、合体はロジックカードを互いに半分ずつ融合させる）。姿は髪は使者のものになりコスチュームも使者の元体時のものを纏う。合体よりも遥かに凌駕する戦闘力を発揮するが、最悪の場合互いの人格が破壊されるリスクがあり、定理者は自身が所属するALCAの支局長からの認証が無ければ発動出来ないよう厳重に使用を抑制されている。
盟約者（めいやくしゃ）
合体するパートナーの事。盟約者になる場合は、向かい合って互いに相手に自分の身を捧げる所謂、誓いの言葉（「私（わたくし）○○は××にこのロジックを捧げる事を誓います。」が主な定型）を唱えて盟約を結ぶ事で成立する。但し、人間の中から少数の定理者を見出すのも困難だが、その盟約者を定めるのもまた困難であり、両者が同意したつもりでも盟約が結べるとは限らない。一方で稀に複数の盟約者を持ち、トランスチェンジでそれぞれの力を使い分ける事が出来る定理者も存在する。なお『ひなろじ』では、ベルを除けば殆ど現実世界には顕現せず、定理者の合体への呼びかけに彼女達の精神世界で対峙する形式を取っている。
ロジックドライブ
所謂「必殺技」。オーバートランスの場合はオーバーロジックドライブという。
トランスリミット
合理体を維持出来る制限時間。これを超過すると、強制的に定理者と使者に分離させられ、時間回復するまで暫く再度合体が出来なくなる。オーバートランスの場合はオーバートランスリミットという。

## テレビアニメ
これまでに、原典の世界観を忠実に再現した連続テレビアニメシリーズ『ラクエンロジック』と、その世界観を緩やかに継承しつつ、作風を一新した連続テレビアニメシリーズ『ひなろじ ～from Luck & Logic～』、そして原典をカードゲームとして使って独自の作品に仕上げたミニアニメ『私たち、らくろじ部！』の3作品が作られている。

### ラクエンロジック
2016年1月から3月にかけて放送された。全12話。

#### スタッフ
- 原作 - Septpia
- 原案・シリーズ構成 - 高橋悠也
- 監督 - 千明孝一
- 副監督 - 直谷たかし
- キャラクター原案・コンセプトデザイン - 島崎麻里
- キャラクターデザイン - 葵玲
- クリーチャーデザイン - 安藤賢司
- メカニックデザイン - 谷裕司、小林誠
- 設定協力 - 海法紀光
- 美術監督 - 栫ヒロツグ
- 色彩設計 - 石黒けい
- 撮影監督 - 桑野貴文
- 3D監督 - 井野元英二
- 編集 - 肥田文
- 音響監督 - 郷田ほづみ
- 音楽 - 加藤達也
- 音楽制作 - ランティス
- 音楽プロデューサー - 伊藤善之、吉江輝成
- チーフプロデューサー - 田中ブンケイ、大河原健、近藤文吾、でじたろう、鎌田肇
- プロデューサー - 小松真綾、阿部研吾、村松裕基、吉江輝成、工藤耕一
- アニメーションプロデューサー - 本橋研一
- アニメーション制作 - 動画工房
- 製作 - Project Luck & Logic（ブシロード、バンダイビジュアル、ニトロプラス、動画工房、ランティス、遊宝洞）

#### 主題歌
オープニングテーマ「STORY」（第1話 - 第11話）
作詞・作曲・編曲 - 渡辺拓也 / 歌 - 小野賢章
第1話ではエンディングテーマとして使用。
エンディングテーマ「盟約の彼方」（第2話 - 第12話）
作詞 - 唐沢美帆 / 作曲・編曲 - 藤永龍太郎 / 歌 - 新田恵海

#### 各話リスト
| 話数       | サブタイトル                        | 脚本     | 絵コンテ                     | 演出            | 作画監督                                                                    | 総作画監督                   |
| ---------- | ----------------------------------- | -------- | ---------------------------- | --------------- | --------------------------------------------------------------------------- | ---------------------------- |
| episode 01 | 英雄か 群衆か Hero or Mob           | 高橋悠也 | 千明孝一                     | 直谷たかし      | 天崎まなむ 熊谷勝弘 市原圭子 丸山修二                                       | 平田雄三                     |
| episode 02 | 天才か愚者か Genius or Fool         | 高橋悠也 | 祝浩司                       | 祝浩司          | 鈴木奈都子                                                                  | 平田雄三                     |
| episode 03 | 理想か現実か Dream or Reality       | 高橋悠也 | 直谷たかし                   | 則座誠 深瀬重   | 日高真由美 佐々木一浩 金田栄二                                              | 平田雄三                     |
| episode 04 | 自由か束縛か Freedom or Restraint   | 千明孝一 | 朴久根夫 千明孝一 直谷たかし | 朴久根夫        | 手島典子 伊勢奈央子 佐藤このみ 市原圭子 中野裕紀                            | 平田雄三                     |
| episode 05 | 昨日か明日か Yesterday or Tomorrow  | 高橋悠也 | 祝浩司                       | 吉田俊司        | 神田岳 藤田正幸 齋藤香織 中島美子 清水勝佑                                  | 平田雄三                     |
| episode 06 | 対立か降伏か Battle or Surrender    | 海法紀光 | そえたかずひろ               | 政木伸一        | 丸山修二 手島典子 徳倉栄一 伊勢奈央子                                       | 熊谷勝弘                     |
| episode 07 | 人か神か Human or God               | 高橋悠也 | 直谷たかし                   | 直谷たかし      | 伊藤大翼 渡辺舞 丸山修二 小野和美 東島久志 吉村恵                           | 平田雄三                     |
| episode 08 | 有罪か無罪か Guilt or Innocence     | 千明孝一 | 祝浩司 板井寛樹              | 深瀬重 板井寛樹 | 市原圭子 伊勢奈央子 手島典子 渡辺舞 中野裕紀 丸山修二                       | 平田雄三                     |
| episode 09 | 敵か味方か Enemy or Friend          | 海法紀光 | 博多正寿                     | 祝浩司          | 松尾真彦 手島典子 丸山修二                                                  | 平田雄三                     |
| episode 10 | 天国か地獄か Heaven or Hell         | 高橋悠也 | 吉川博明                     | 小高義規        | 佐野陽子 杉崎由佳 柳瀬譲二 桜井木の実                                       | 熊谷勝弘                     |
| episode 11 | 絶望か破滅か Despair or Destruction | 高橋悠也 | 吉川博明                     | 深瀬重          | 伊勢奈央子 市原圭子 手島典子 丸山修二 渡辺舞 中野裕紀 佐藤このみ 直谷たかし | 熊谷勝弘                     |
| episode 12 | 運と論理と Luck and Logic           | 高橋悠也 | 直谷たかし                   | 直谷たかし      | 市原圭子 伊勢奈央子 手島典子 松尾真彦 宮崎里美 中野裕紀 丸山修二            | 平田雄三 熊谷勝弘 直谷たかし |

#### 放送局
| 放送期間                | 放送時間                     | 放送局         | 対象地域       | 備考                                                       |
| ----------------------- | ---------------------------- | -------------- | -------------- | ---------------------------------------------------------- |
| 2016年1月9日 - 3月26日  | 土曜 22:30 - 23:00           | TOKYO MX       | 東京都         | 2015年12月31日19:00 - 20:30に特別番組が放送された。        |
|                         |                              | サンテレビ     | 兵庫県         |                                                            |
|                         |                              | KBS京都        | 京都府         |                                                            |
| 2016年1月13日 - 3月30日 | 水曜 3:05 - 3:35（火曜深夜） | テレビ愛知     | 愛知県         |                                                            |
| 2016年1月14日 - 3月31日 | 木曜 0:30 - 1:00（水曜深夜） | BS11           | 日本全域       | BS放送 / 『ANIME+』枠                                      |
| 2016年1月15日 - 4月1日  | 金曜 3:00 - 3:30（木曜深夜） | TVQ九州放送    | 福岡県         |                                                            |
| 2016年1月16日 - 4月2日  | 土曜 3:14 - 3:44（金曜深夜） | テレビせとうち | 岡山県・香川県 |                                                            |
|                         | 土曜 23:30 - 日曜 0:00       | AT-X           | 日本全域       | CS放送 / リピート放送あり 『私たち、らくろじ部！』は未放送 |

| 配信期間                | 配信時間                   | 配信サイト         |
| ----------------------- | -------------------------- | ------------------ |
| 2016年1月9日 - 3月26日  | 土曜 23:00 更新            | バンダイチャンネル |
| 2016年1月10日 - 3月27日 | 日曜 0:00（土曜深夜） 更新 | アニマックスPLUS   |
|                         | 日曜 12:00 更新            | dアニメストア      |
|                         |                            | アニメ放題         |
|                         |                            | U-NEXT             |
| 2016年1月15日 - 4月1日  | 金曜 0:00（木曜深夜） 更新 | ビデオパス         |

#### CD
| 発売日        | タイトル                                                                  | 規格品番    |
| ------------- | ------------------------------------------------------------------------- | ----------- |
| 2016年4月20日 | TVアニメ『ラクエンロジック』オリジナルサウンドトラック「Music and Sound」 | LACA-9446/7 |
| 2016年6月8日  | TVアニメ「ラクエンロジック」キャラソンアルバム「SONGS & MELODY」          | LACA-15567  |

#### BD
| 巻 | 発売日        | 収録話          | 規格品番  |
| -- | ------------- | --------------- | --------- |
| 1  | 2016年3月25日 | 第1話 - 第2話   | BCXA-1108 |
| 2  | 2016年4月22日 | 第3話 - 第4話   | BCXA-1109 |
| 3  | 2016年5月27日 | 第5話 - 第6話   | BCXA-1110 |
| 4  | 2016年6月24日 | 第7話 - 第8話   | BCXA-1111 |
| 5  | 2016年7月22日 | 第9話 - 第10話  | BCXA-1112 |
| 6  | 2016年8月26日 | 第11話 - 第12話 | BCXA-1113 |

### 私たち、らくろじ部!
『私たち、らくろじ部!』は、テレビアニメ『ラクエンロジック』の本編直前の冒頭1分間に放送するショートアニメ。メインスタッフは監督の直谷たかしとキャラクターデザイン・総作画監督の熊谷勝弘を除き『ラクエンロジック』本編と同じだが、世界観やストーリーは本編から独立した別の物語。女子高生たちがトレーディングカードゲーム『ラクエンロジック』を楽しむ部活「らくろじ部」で繰り広げる日々を描く。
2016年8月からは本編に先がけて第2期が制作され、「月刊ブシロードTV」をはじめとするテレビCM枠で随時放送。
2017年1月2日の朝9時～9時半にはTOKYO MXの年始特番「月刊ブシロードTVお正月版～コンテンツよりぬき13時間放送SP～」の一環として、一挙放送。

#### 登場人物（らくろじ部）
須木菜乃花 あど（すきなのか -）
声 - 尾崎由香
深井 ろんり（ふかい -）
声 - 松井恵理子
園咲 うんね（そのさき -）
声 - 西本りみ
エンドーさん
声 - 三宅麻理恵
露竺堵 らいぶ（ろじくど -）
声 - 徳井青空
第2期から登場。
道楽 多幸
声 - 三宅麻理恵
第2期第12話（最終話）の最後のみに登場。

#### 各話リスト（らくろじ部）
| 話数   | コンテ       | 演出         | 作画監督   |
| 第1期  | 第1期        | 第1期        | 第1期      |
| ------ | ------------ | ------------ | ---------- |
| 第1話  | -            | いわたかずや | 佐倉みなみ |
| 第2話  | -            | いわたかずや | 中村真由美 |
| 第3話  | -            | 助川裕彦     | 志水よしこ |
| 第4話  | -            | 白幡良志之   | 長森佳容   |
| 第5話  | -            | 金成旻       | 山田真也   |
| 第6話  | -            | -            | 助川裕彦   |
| 第7話  | -            | -            | -          |
| 第8話  | -            | いわたかずや | 中村真由美 |
| 第9話  | -            | -            | 立口徳考   |
| 第10話 | -            | 助川裕彦     | 助川裕彦   |
| 第11話 | -            | 金成旻       | 中村真由美 |
| 第12話 | -            | 直谷たかし   | -          |
| 第2期  |              |              |            |
| 第1話  | -            | 直谷たかし   | 佐倉みなみ |
| 第2話  | いわたかずや | いわたかずや | 中村真由美 |
| 第3話  | 深瀬重       | 深瀬重       | 滝澤栞夕   |
| 第4話  | -            | いわたかずや | 佐倉みなみ |
| 第5話  | 田中太郎     | 田中太郎     | 中村真由美 |
| 第6話  | いわたかずや | いわたかずや | 中村真由美 |
| 第7話  | -            | -            | 宮崎輝     |
| 第8話  | -            | いわたかずや | 佐倉みなみ |
| 第9話  | 深瀬重       | 深瀬重       | 田中怜     |
| 第10話 | いわたかずや | いわたかずや | 志水よしこ |
| 第11話 | いわたかずや | いわたかずや | 中村真由美 |
| 第12話 | -            | -            | 田中怜     |

### ひなろじ〜from Luck & Logic〜
2016年3月26日の『ラクエンロジック』最終回終了直後に、同番組内でアニメの新シリーズ始動が発表。翌2017年1月30日のブシロード戦略発表会にて本作概要とPV、主要キャラクターが公開された。
2017年7月から9月まで放送。インターネットでは、テレビ放送に先立ち冒頭のみ先行配信が行われた。

#### スタッフ（ひなろじ）
- 原作 - Septpia[7]
- 原案 - 高橋悠也[7]
- 監督 - 赤城博昭[7]
- シリーズ構成 - 菅原雪絵[7]
- コンセプトデザイン - 島崎麻里[7]
- アニメーションキャラクター原案 - 永田杏子[7]
- キャラクター原案 - 春夏冬ゆう、島崎麻里、あり子、倉本可南[7]
- キャラクターデザイン - 栗田聡美、仁井学[7]
- 合理体デザイン - ひたきえり
- プロップデザイン - 影胞子、ねねこ（第九話）
- 美術監督 - 中村典史[7]
- 美術設定 - 杉本智美
- 色彩設計 - 竹内優太[7]
- 撮影監督 - 呉健弘[7]
- 編集 - 肥田文[7]
- 音響監督 - えのもとたかひろ[7]
- 音楽 - 伊藤賢[7]
- 音楽制作 - ランティス[7]
- 音楽プロデューサー - 吉江輝成
- チーフプロデューサー - 北岡謙輔、近藤文吾
- プロデューサー - 吉村秀至、松田宙、村松裕基、臼倉竜太郎、工藤耕一
- アニメーションプロデューサー - 本橋研一
- アニメーション制作 - 動画工房[7]
- 製作 - Project Luck & Logic[7]（ブシロード、バンダイビジュアル、動画工房、ニトロプラス、ランティス、遊宝洞）

#### 主題歌（ひなろじ）
オープニングテーマ「BUTTERFLY EFFECTOR」（第二話 - 第九話、第十一話 - 第十二話）
作詞 - 唐沢美帆 / 作曲・編曲 - 南田健吾 / 歌 - TRUE
第十二話ではエンディングテーマとして使用。
エンディングテーマ
「ベィビィバード！〜ガクエンロジック〜」（第一 - 六、八、九、十一話）
作詞 - 松井洋平 / 作曲・編曲 - 渡邉俊彦 / 歌 - リオネス・エリストラートヴァ（朝日奈丸佳）、ニーナ・アレクサンドロヴナ（山村響）、京橋万博（高森奈津美）
「ピラリ音頭」（第七話）
作詞・作曲・編曲 - 伊藤賢 / 歌 - リオネス・エリストラートヴァ（朝日奈丸佳）、ニーナ・アレクサンドロヴナ（山村響）、京橋万博（高森奈津美）
「Foreigner Song 〜フォーリナーの唄〜」（第六、九、十話）
作詞 - 松井洋平 / 作曲 - 伊藤賢 / 歌 - リオネス・エリストラートヴァ（朝日奈丸佳）、ニーナ・アレクサンドロヴナ（山村響）
第六話（リオンのみ）、第九話では劇中歌として使用。作中ではセプトピアには無い歌でモノリウムでローザが歌っていたのをリオンが気に入って愛唱していたという位置付けになっている。

#### 各話リスト（ひなろじ）
| 話数     | サブタイトル                                           | 脚本       | 絵コンテ            | 演出                | 作画監督 | 総作画監督        |
| -------- | ------------------------------------------------------ | ---------- | ------------------- | ------------------- | --- | ----------------- |
| 第一話   | かわいいヒナには旅をさせろ                             | 菅原雪絵   | 赤城博昭            | 赤城博昭            | 栗田聡美 久保茉莉子 | 栗田聡美 仁井学   |
| 第二話   | 合体は一日にしてならず花よりおにぎり                   | 菅原雪絵   | 原口浩              | 原口浩              | 保村成 本多みゆき 平塚和哉                                                                                                  | 桑原直子 熊谷勝弘 |
| 第三話   | 白銀のグリズリー -子の心親知らず-                      | 渡邊大輔   | 西田章二            | 守田芸成            | 山本蓮雄 﨑口さおり 田村恭穂 天﨑まなむ 曾我篤史 平塚知哉 丸山修二 保村成                                                   | 栗田聡美          |
| 第四話   | 恩を花で返す                                           | 高木聖子   | 稲垣隆行            | 蔵本穂高            | 菊永千里 海保仁美 桜井このみ 菅原美智代 上野沙弥佳 岸寛毅 服部憲知 李周鉉                                                   | 仁井学            |
| 第五話   | 千里の道も努力から                                     | 横山いつき | 児谷直樹            | 児谷直樹            | 曾我篤史 Lee Sung-jin Seo Soon-young                                                                                        | 栗田聡美          |
| 第六話   | 寝るヒナは育つ                                         | 菅原雪絵   | 上坪亮樹            | 上坪亮樹            | 桜井木ノ実 宇都木勇 北島勇樹 熊谷勝弘 桑原直子 栗田聡美                                                                     | 仁井学            |
| 第七話   | 会長も木から落ちる踊るヒナに見る会長                   | 高木聖子   | 赤城博昭 白幡良志之 | 赤城博昭 白幡良志之 | 曾我篤史 山本蓮雄 﨑口さおり 田村恭穂                                                                                       | 栗田聡美          |
| 第八話   | 夢は成功のもと                                         | 渡邊大輔   | 児谷直樹            | 児谷直樹            | 菊永千里 海保仁美 桜井このみ                                                                                                | 仁井学            |
| 第九話   | 歌はヒナにつれヒナは歌につれ                           | 渡邊大輔   | 稲垣隆行            | 深瀬重              | Choiinseop seo seunhye 粟井重紀 中田亜希子 﨑口さおり 山本蓮雄 曾我篤史 栗田聡美 寿門堂 萬画舎                              | 栗田聡美          |
| 第十話   | 涙は己のためならず                                     | 菅原雪絵   | 吉川博明            | 宇根信也            | 﨑口さおり 平塚知哉 曾我篤史 立口徳孝 山本蓮雄 田村恭穂 丸山修二                                                            | 仁井学 曾我篤史   |
| 第十一話 | 一年の計はカウントダウンにあり据えチョコ食わぬは女の恥 | 高木聖子   | 白幡良志之 児谷直樹 | 児谷直樹            | Hwang seong-won Seo Jeong-ha                                                                                                | 仁井学            |
| 第十二話 | 笑うヒナには福きたる                                   | 菅原雪絵   | 稲垣隆行            | 深瀬重              | Song min ju 河本零王 粟井重紀 飯塚葉子 服部憲知 手島典子 中田亜希子 田村恭穂 丸山修二 﨑口さおり 曾我篤史 角田圭一 栗田聡美 | 栗田聡美 曾我篤史 |

#### 放送局（ひなろじ）
| 放送期間                                                   | 放送時間                     | 放送局     | 対象地域 | 備考                      |
| ---------------------------------------------------------- | ---------------------------- | ---------- | -------- | ------------------------- |
| 2017年7月1日 - 9月23日                                     | 土曜 20:00 - 20:30           | AT-X       | 日本全域 | CS放送 / リピート放送あり |
|                                                            | 土曜 22:30 - 23:00           | TOKYO MX   | 東京都   |                           |
|                                                            |                              | サンテレビ | 兵庫県   |                           |
|                                                            |                              | KBS京都    | 京都府   |                           |
|                                                            | 土曜 23:00 - 23:30           | BS11       | 日本全域 | BS放送 / 『ANIME+』枠     |
| 2017年7月3日 - 9月25日                                     | 月曜 1:05 - 1:35（日曜深夜） | テレビ愛知 | 愛知県   |                           |
| 8月19日（テレビ愛知は8月21日）分は特別編成のため放送休止。 |                              |            |          |                           |

| 配信期間                | 配信時間           | 配信サイト                                                  |
| ----------------------- | ------------------ | ----------------------------------------------------------- |
| 2017年6月24日 - 9月16日 | 土曜 12:00 更新    | dアニメストア バンダイチャンネル ひかりTV U-NEXT アニメ放題 |
| 2017年6月26日 - 9月18日 | 月曜 0:00 更新     | ビデオパス J:COMオンデマンド みるプラス                     |
| 2017年7月5日 - 9月27日  | 水曜 20:00 - 20:30 | AbemaTV                                                     |

#### CD（ひなろじ）
| 発売日         | タイトル                                                                     | 規格品番    |
| -------------- | ---------------------------------------------------------------------------- | ----------- |
| 2017年8月9日   | TVアニメ『ひなろじ〜from Luck & Logic〜』エンディング&キャラソンミニアルバム | LACA-15656  |
| 2017年10月18日 | TVアニメ『ひなろじ〜from Luck & Logic〜』オリジナルサウンドトラック          | LACA-9551/2 |

#### BD（ひなろじ）
| 巻 | 発売日         | 収録話            | 規格品番  |
| -- | -------------- | ----------------- | --------- |
| 上 | 2017年11月24日 | 第一話 - 第六話   | BCXA-1296 |
| 下 | 2018年1月26日  | 第七話 - 第十二話 | BCXA-1297 |

#### ボイスアクリルキーホルダー
2017年9月13日に発売された『「ひなろじ ～from Luck & Logic～」soloeteボイスアクリルキーホルダー』というグッズで、アクリルキーホルダーの裏面に記載されたコードをスマートフォン端末からアプリ「soloete」で入力すると約3分～6分程度のボイスコンテンツが聞けるというもの。リオン、ニーナ、万博、弥生、夕子の5種。入力は2回あり、商品1つを2回入力しても存在するが、商品2つの組み合わせや順序によって異なり、その数は5キャラ合計して全25種類である。ボイスコンテンツが聞けるのは2019年5月31日が有効期限。

## 漫画
ラクエンロジック パラドクスツイン
月刊ブシロードで2016年1月号から2017年5月号まで連載された。漫画：綾杉つばき、脚本：佐々木充郭、原案・監修：高橋悠也、原作：Septpia。
ひなろじ～from Luck & Logic～ あまくち
テレビアニメ『ひなろじ～from Luck & Logic～』のコミカライズ版。月刊ブシロードで2017年7月号から2018年1月号まで連載された。原作：Septpia、作画：新津ニイ。
| 巻数                              | 発売日                            | ISBN                              | 収録話                            |
| ラクエンロジック パラドクスツイン | ラクエンロジック パラドクスツイン | ラクエンロジック パラドクスツイン | ラクエンロジック パラドクスツイン |
| --------------------------------- | --------------------------------- | --------------------------------- | --------------------------------- |
| 1                                 | 2016年3月25日                     | ISBN 978-4-04-899418-7            | 第1 - 5話                         |
| 2                                 | 2016年12月17日                    | ISBN 978-4-04-899426-2            | 第6 - 11話                        |

## トレーディングカードゲーム
2016年1月28日にブシロードから発売された。
2018年2月28日に今年一杯でサービス終了を発表した。

### ルール
デッキは60枚で構成される。勝敗としては自分のフィールドにいるメンバーで相手のゲート6枚を破壊したプレイヤーが勝利となる。アニメ同様に、「定理者（ロジカリスト）」と「使者（フォーリナー）」のカードがあり、自分のレベル置場のカード枚数に応じた「合理体（トランスユニオン）」を手札かデッキから呼ぶことができる。また、こちらもアニメ同様に「合理体（トランスユニオン）」は「ロジックドライブ」という効果を使用することができる。ゲームを進める上で「フェイズ」と呼ばれるものがあり、
- スタンドフェイズ
- ドローフェイズ
- レベルフェイズ
- メインフェイズ
- バトルフェイズ
- エンドフェイズ

の6つが存在する。
カードの種類は、
- メンバーカード＜「定理者（ロジカリスト）」「使者（フォーリナー）」｢合理体（トランスユニオン）｣＞
- 戦術（タクティクス）カード
- 逆理（パラドクス）カード

の3種類がある。
ゲームを開始する前にメインデッキとゲートデッキをお互いによくシャッフルする。メインデッキから5枚を引いて自分の手札にする。手札に現状で使用できないカードがあれば任意の枚数をデッキの1番下に戻して、同じ枚数を引く。ゲートデッキは裏向きのまま上から6枚をフィールドに置く。残りの4枚はリムーブゾーンに置く。
スタンドフェイズ
自分のレストしている（横向きになっている）カードをスタンド（縦向きに）する。
ドローフェイズ
自分のデッキから2枚ドローして、自分のデッキから1枚をストック置場に裏向きで置く。
レベルフェイズ
手札のカード1枚をレベル置場に表向きで置く。ただし、先攻1ターン目のみ裏向きで置く。最大レベルは4。4枚たまった場合は手札の好きなカードと入れ替えることができる。先攻で置いた裏向きのカードも入れ替えられる。
メインフェイズ
自分のレベル置場のカードの枚数と同じレベルのメンバーをフィールドの上に置く事が出来る。1ターンに何体でも可。
自分のレベル置場の枚数と同じレベルのトランスユニオンを、手札かデッキからフィールドのロジカリストとフォーリナーを重ね合わせてトランスする事が出来る（1ターンに1度）。
メンバーの起動能力を使用する。1ターンに1度しか使用出来ない効果もある。
トランスユニオンのロジックドライブを使用する（1ターンに1度）。
ストック置場のカード3枚をドロップゾーンにおいて、デッキから1枚ドローする。ストックが続く限り何度でも可能。
バトルフェイズ
自分のレベル置場の表向きのカードの枚数までメンバーをレストして相手にアタックすることが出来る。
相手と自分のメンバーのパワーを比べてパワーの高い方が勝ちとなる。負けたメンバーはストック置場に置かれる。メンバーがいなければゲートカードが破壊される。
自分の攻撃時に相手にはロジック定義ステップが生まれる。相手はアタックされたメンバーのリミットの数まで手札からカードを使用出来る。その後自分にもロジック定義ステップが生まれて同じ事が出来る。ロジック定義ステップで逆理カード使われた場合、勝負がパワー勝負からメンバーが持つオーラ勝負に変わる。オーラ勝負になった場合、メンバーが持っているオーラを比べて高い方が勝ちとなる。こちらも負けたメンバーはストック置場に置かれる。逆理カードが使われた場合、逆理領域にカードが置かれ、そのターンの勝負は全てオーラ勝負となる。
逆理カードを相手も使った場合、その逆理カードは裏向きになり相殺され、パワー勝負に戻る。
エンドフェイズ
逆理領域、バトル領域にカードがある場合、すべてをドロップゾーンに置き、相手にターンを渡す。

## ソーシャルゲーム
『たぷろじ～TAP! Luck & Logic～』は、2017年8月2日からブシロードで配信されている、スマートフォン向けソーシャルゲーム。開発元は2DFantasista。
トレーディングカードゲームのイラストを使用した、転生使用クリック型ロールプレイングゲームとなっている。
2020年3月6日をもって配信終了、オフラインゲームのため端末にアプリが残っていればプレイ可能。

## Webラジオ
『植田佳奈と徳井青空のラクエンロジックラジオ』のタイトルで、2016年5月19日から2018年2月1日までHiBiKi Radio Stationにて配信された。全45回。隔週木曜日更新。パーソナリティは、植田佳奈（ピエリ早乙女、森ヶ谷夕子 役）、徳井青空（クロエ・マクスウェル 役）。